# Columbella mercatoria
Columbella mercatoria is een slakkensoort uit de familie Columbellidae. De wetenschappelijke naam is gepubliceerd in 1758 door Linnaeus in de tiende editie van Systema naturae.